# Jonathan Nicolás Polenta
Jonathan Nicolás Camio Polenta (Navarro, Argentina; 4 de julio de 1996) es un futbolista argentino. Juega de delantero y su equipo actual es el Carmelita de la Primera División de Costa Rica.

## Biografía
Surgió de las divisiones inferiores de E.F.I.N. Además pasó por las inferiores de San Lorenzo.

## Clubes
| Club      | País       | Año           |
| --------- | ---------- | ------------- |
| Fénix     | Argentina  | 2017-2018     |
| Carmelita | Costa Rica | 2019-presente |